# Rule of reason
De rule of reason is een jurisprudentiële ontwikkeling in het Europees Unierecht waardoor indirect discriminerende en belemmerende maatregelen op de vier vrijheden kunnen worden gerechtvaardigd omwille van dwingende redenen van algemeen belang zoals bijvoorbeeld milieu en consumentenwelzijn. 
Deze rechtvaardiging dient nog steeds te voldoen aan het evenredigheidsbeginsel, wat inhoudt dat de maatregel geschikt en noodzakelijk is om het beoogde doel te bereiken en er geen minder restrictief alternatief voorhanden is.
Louter economische rechtvaardigingsgronden worden steeds geweerd in verband met de vier vrijheden. Echter, in de zaak Vinal/Orbat nam het Hof niettemin het industrieel beleidsdoel als rechtmatig aan.
Met betrekking tot het vrij verkeer van goederen bestaat er evenwel onzekerheid over een toepassing van de rule of reason.
Direct discriminerende maatregelen daarentegen kunnen slechts worden gerechtvaardigd op basis van de gronden zoals vermeld in het Verdrag betreffende de werking van de Europese Unie (openbare orde, openbare veiligheid en volksgezondheid).

## Dwingende redenen van algemeen belang
Het Hof heeft in zijn rechtspraak vele verschillende gronden aangenomen en weert slechts zelden gronden zolang ze niet-economisch zijn. De volgende gronden zijn in ieder geval erkend:
- openbare orde
- openbare veiligheid
- volksgezondheid
- handhaving van de maatschappelijke orde
- doelstellingen van sociaal beleid
- bescherming van afnemers van diensten
- consumentenbescherming
- bescherming van werknemers, de sociale bescherming ervan inbegrepen
- dierenwelzijn
- handhaving van het financieel evenwicht van het socialezekerheidsstelsel
- fraudevoorkoming
- voorkoming van oneerlijke concurrentie
- bescherming van het milieu en het stedelijk milieu, m.i.v. stedelijke en rurale ruimtelijke ordening
- bescherming van schuldeisers
- waarborging van een deugdelijke rechtsbedeling
- verkeersveiligheid
- bescherming van intellectuele eigendom
- culturele beleidsdoeleinden, m.i.v. de vrijheid van meningsuiting
- waarborging hoog niveau onderwijs
- behoud van de diversiteit van de pers en bevordering van de nationale taal
- behoud van nationaal historisch en artistiek erfgoed
- veterinair beleid

## Europees mededingingsrecht
De rule of reason krijgt in het mededingingszaken een andere invulling. Daar weegt men immers de pro-competitieve gevolgen van een handeling af tegen de anti-competitieve gevolgen ervan. Overheerst het pro-competitieve, dan is de handeling geoorloofd.
In het Europees mededingingsrecht wordt, in tegenstelling tot het mededingingsrecht in de Verenigde Staten, het gebruik van de rule of reason echter niet algemeen aanvaard. Een aantal arresten (bijvoorbeeld Wouters) wijzen er wel op dat er een rule of reason uit het interne marktrecht wordt gebruikt in het mededingingsrecht, maar dit betreft een andere rule of reason van het mededingingsrecht. 